# Felimida galexorum
Felimida galexorum is een slakkensoort uit de familie van de Chromodorididae. De wetenschappelijke naam van de soort is voor het eerst geldig gepubliceerd in 1978 door Bertsch.